# Double (Musik)
Double (von französisch double „doppelt“; auch Diminution und Division genannt) ist ein Name für die mit Verzierungen ausgestattete Wiederholung eines Suitensatzes. Es ist eine Variationsform in der Suite des 17. und 18. Jahrhunderts. 
Die Notenwerte werden durch Brechung verdoppelt, d. h. aus Achteln werden Sechzehntel usw. Später kam es zu freieren Variationen wie etwa bei Robert de Visée (zum Beispiel als Double de la Courante). Beim Double bleibt nur das Grundgefüge der Melodie, der Harmonie und des Rhythmus erhalten.
Ein bekanntes Beispiel für die Verwendung von Doubles ist Johann Sebastian Bachs Partita I in h-Moll, BWV 1002, aus den Sonaten und Partiten für Violine solo. Jeder der vier mehrstimmig gesetzten Sätze wird von einem Double gefolgt.